# Gottlob Karl von Nathusius

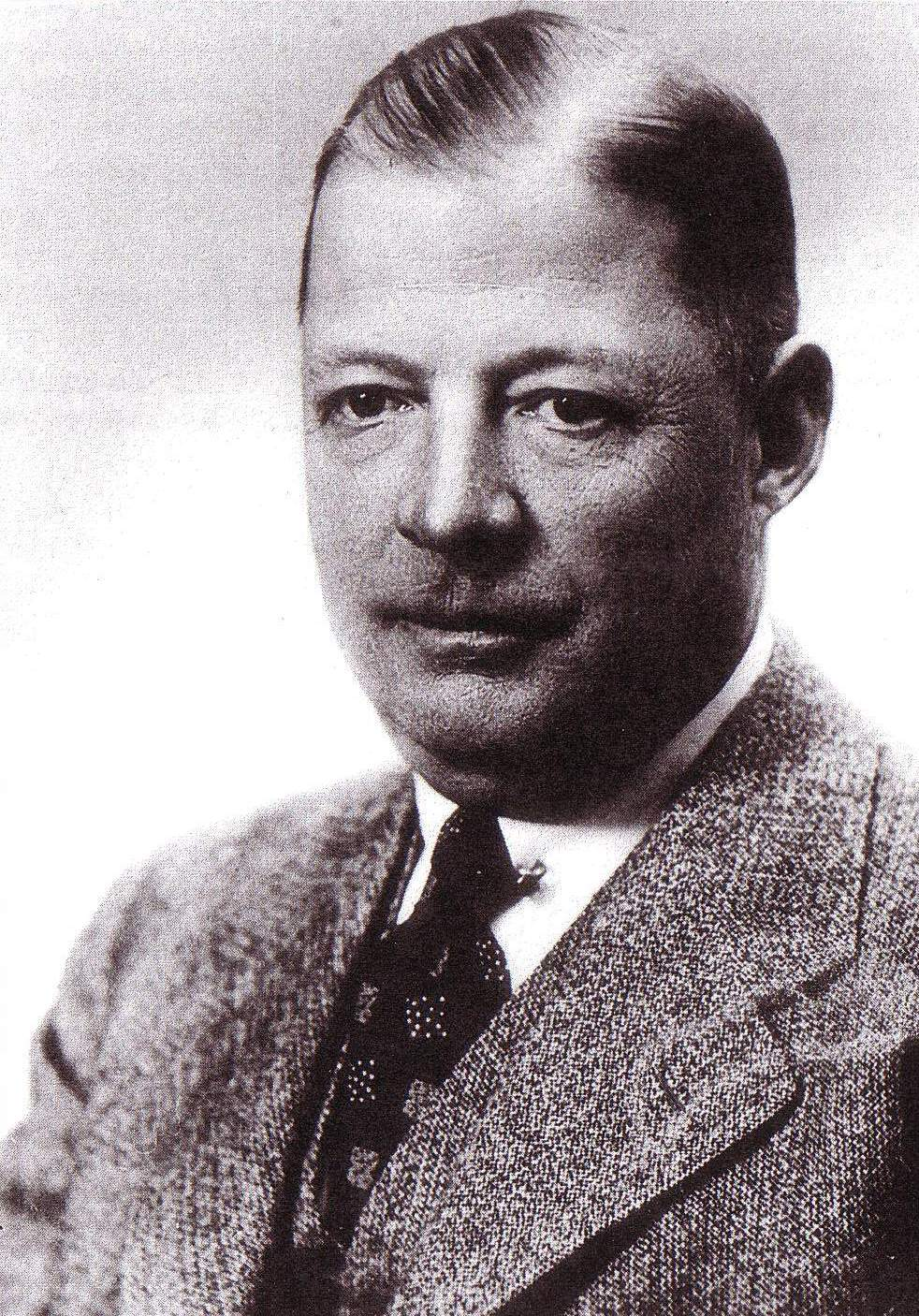
Gottlob von Nathusius, in den 1930er Jahren

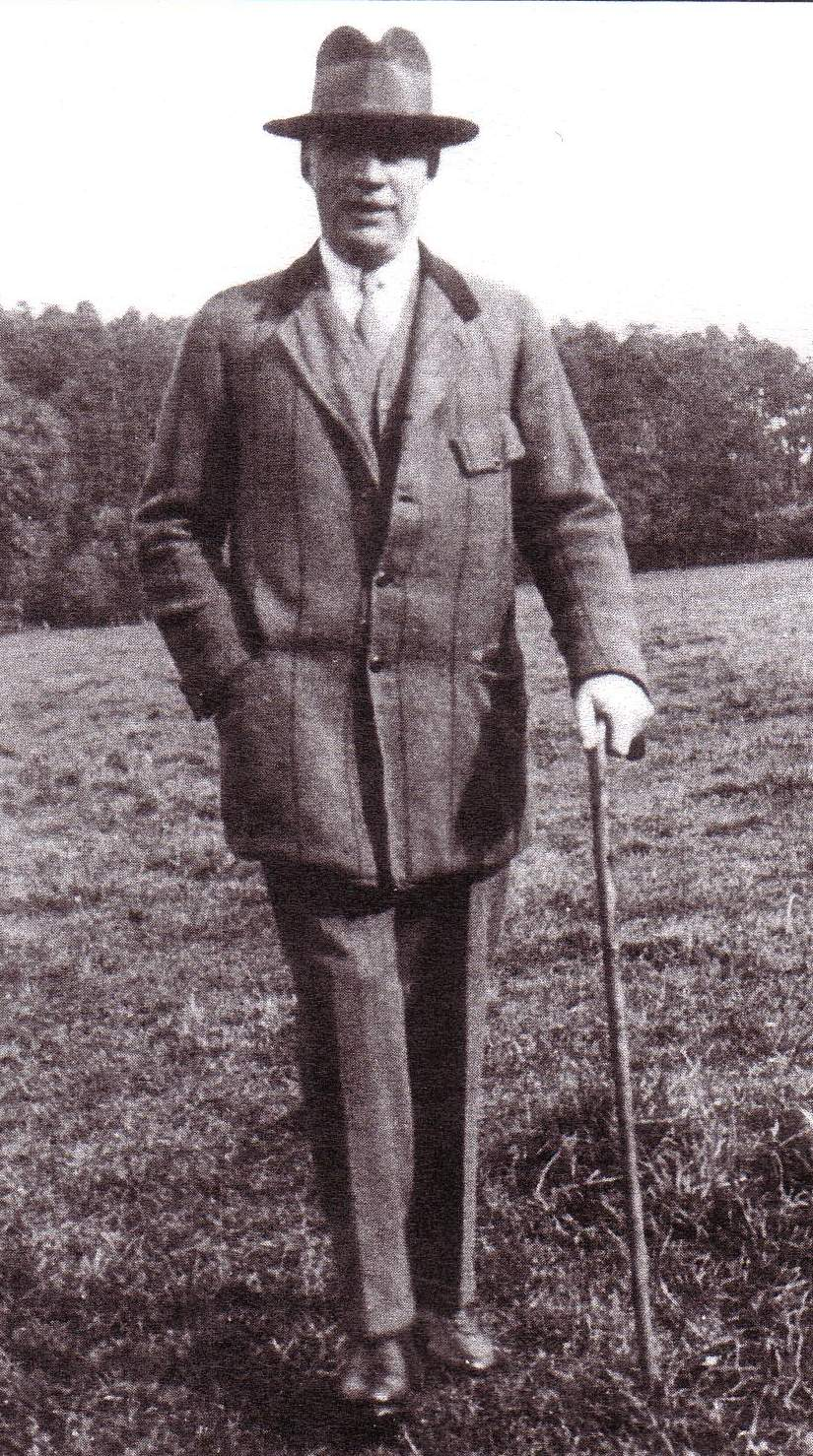
Gottlob von Nathusius, hier 1936 im Landschaftspark Haldensleben/Hundisburg

Gottlob Karl Engelhard von Nathusius (* 25. Juli 1884 in Hundisburg; † 30. März 1948 in Ermschwerd-Freudenthal) war ein deutscher Schloss- und Rittergutsbesitzer sowie ein bekannter Tierzüchter im heutigen Sachsen-Anhalt. Außerdem war er ein bedeutender regionaler Ornithologe, Vogelsammler und -schützer. Seine teilweise durch Kriegseinwirkung zerstörte, umfangreiche Vogel-Sammlung befindet sich heute im Museum Heineanum in Halberstadt, nachdem sie mit anderen Sammlungsteilen aus dem Städtischen Heimatmuseum in Neuhaldensleben sowie des Museums für Naturkunde Magdeburg zusammengeführt wurde. Veröffentlichungen in ornithologischen Fachzeitschriften machten ihn in entsprechenden Kreisen auch überregional bekannt.

## Jugendjahre
Gottlob von Nathusius war das älteste von drei Kindern des Joachim von Nathusius (1848–1915). Seine Mutter war Adelheid, geb. von Schenck (1863–1954), Tochter eines Rittergutsbesitzers und Fideikommissherrn in der benachbarten Ortschaft Flechtingen (Wasserschloss Flechtingen) sowie von Gütern in Böddensell, Dönstedt und weiteren Dörfern. Die Vorfahren der Familie Nathusius waren in der Ober- und Niederlausitz beheimatet. Der Großvater war Hermann Engelhard von Nathusius und der Urgroßvater Johann Gottlob Nathusius.
Nathusius wuchs mit seinem Bruder Hans-Joachim (1893–1945) und der Schwester Barbara (1895–1982) auf dem väterlichen Schloss Hundisburg auf. Dort erhielt er zunächst Privatunterricht, später besuchte er das Gymnasium in Haldensleben. Nach dem Abitur 1904 folgte die Militärausbildung in Stendal (1904/05) sowie eine einjährige landwirtschaftliche Ausbildung in Piesdorf, dem sich ein Studium der Landwirtschaftslehre an der Universität Halle (1905–1907) und an der Landwirtschaftlichen Hochschule Berlin (1908) anschloss.
Vor Übernahme eines gepachteten Gutes in Emden (damals Kreis Neuhaldensleben) aus dem Besitz der Grafen Schulenburg im Jahre 1909, unternahm Nathusius noch eine mehrmonatige Reise durch die USA. Zum Ersten Weltkrieg wurde er am 23. September 1914 eingezogen und war bis zu seiner Entlassung (12. Oktober 1918) bei Kriegsende als Rittmeister an der Front in Nordfrankreich eingesetzt.

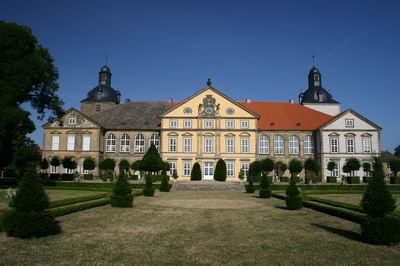
Die Hundisburg, Sachsen-Anhalts größtes Barockschloss, hier 2006 kurz vor Abschluss des Wiederaufbaus von Schloss und Park

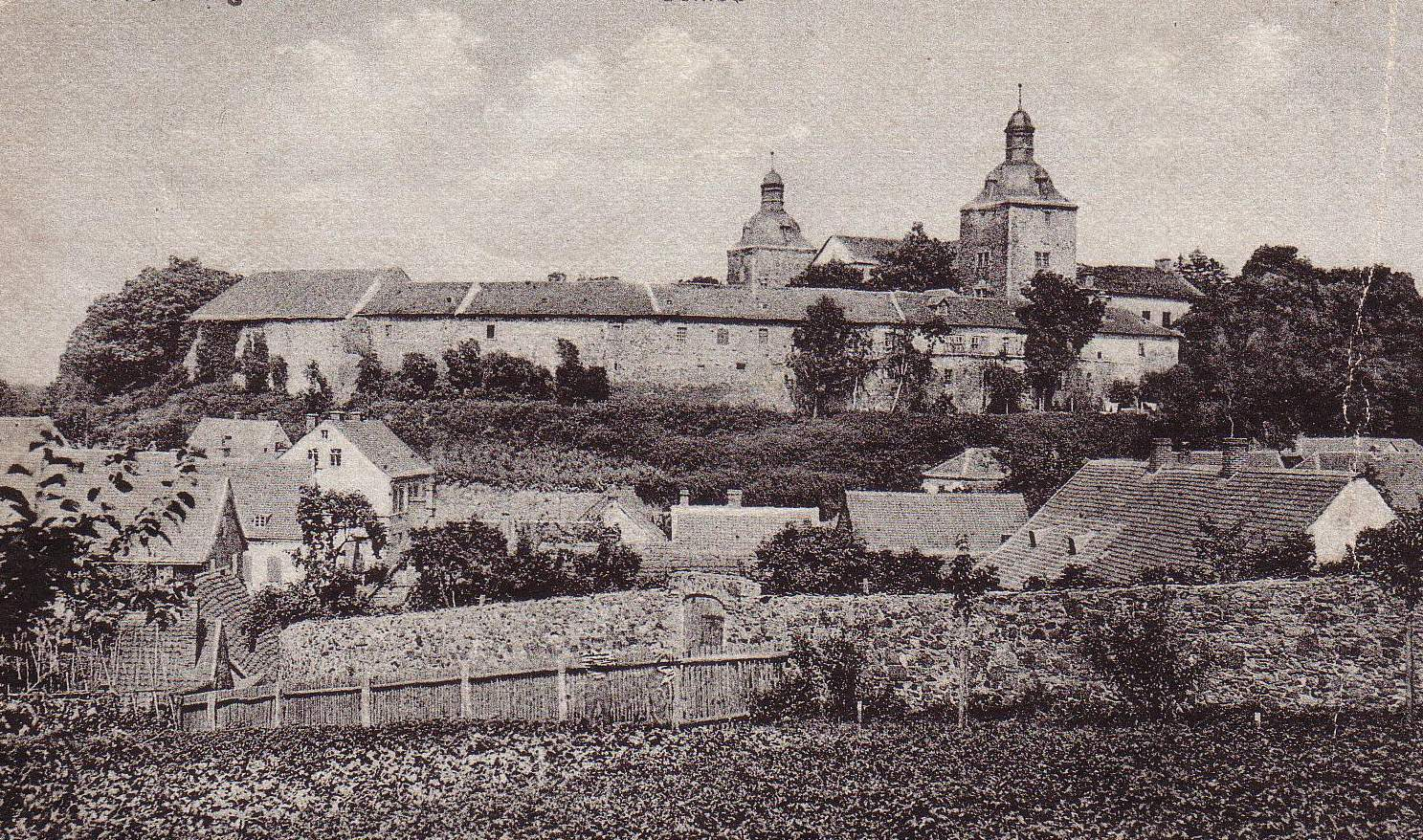
Seitenansicht des Schlosses Hundisburg vom Dorf aus. Gut sichtbar die Wirtschaftsanlagen des „Oberhofes“

## Wirken auf Schloss Hundisburg
Nach dem Tode des Vaters erbte Nathusius am 8. Mai 1915 Schloss und Rittergut Hundisburg, das sich seit 1811 in Familienbesitz befand. Der vom Großvater erarbeitete Ruf Hundisburgs als Mustergut in Landwirtschaft und Tierzucht bestand noch immer. Bereits seit 1910 gehörte eine Besichtigung des Gutes zum Pflichtprogramm der Ausbildung an der Landwirtschaftlichen Schule in Neuhaldensleben. Auch unter Gottlob von Nathusius sollte der Wirtschaftsbetrieb in Hundisburg seinen guten Ruf in der Region erhalten.

### Landwirt
Der landwirtschaftliche Betrieb der Hundisburg (auf dem sogenannten „Oberhof“) bestand aus 3200 Morgen (etwa 800 Hektar), davon der überwiegende Anteil Acker, ansonsten Wiesen, Wald und Weiden bzw. Unland (z. B. Niederungsweiden). Es wurde Hackfrucht, Getreide, Erbsen (Viktoria), Ackerbohnen und Luzerne angebaut. Nach der Rückkehr aus dem Krieg widmete sich Nathusius erfolgreich den Vermehrungszuchten von Zuckerrüben und Kartoffeln sowie dem ertragssteigernden Zwischenfruchtanbau. Ab Übernahme des Gutes im Jahre 1915 bis 1928 konnte Nathusius so die Erträge von Getreide pro Hektar um rund 30 % und die von Kartoffeln um rund 14 % erhöhen.
Außerdem führte er den Obstanbau wieder ein. Ab 1933 wurden Obstplantagen angepflanzt (Birnenhochbüsche, halbstämmige Kirschen, Vier-Sorten-Apfelbäume sowie Apfel-Spindelbüsche), insgesamt ca. 7.000 Bäume. Die Obstplantage erzielte hervorragende Ergebnisse, so dass die Universität Halle hier eine Forschungs-Außenstelle einrichtete. Auch noch nach der Enteignung 1945 erzielte die Hundisburger Obstproduktion „besondere Erfolge“.
Daneben entwickelte oder erneuerte Nathusius landwirtschaftliche Nebenbetriebe. Neben einer eigenen Schmiede und einer Stellmacherei waren das eine Kartoffelspiritusbrennerei sowie eine Kartoffeltrocknungsanlage. Nathusius hielt Beteiligungen an der Zuckerfabrik in Nordgermersleben sowie an der Magdeburger Molkerei GmbH.

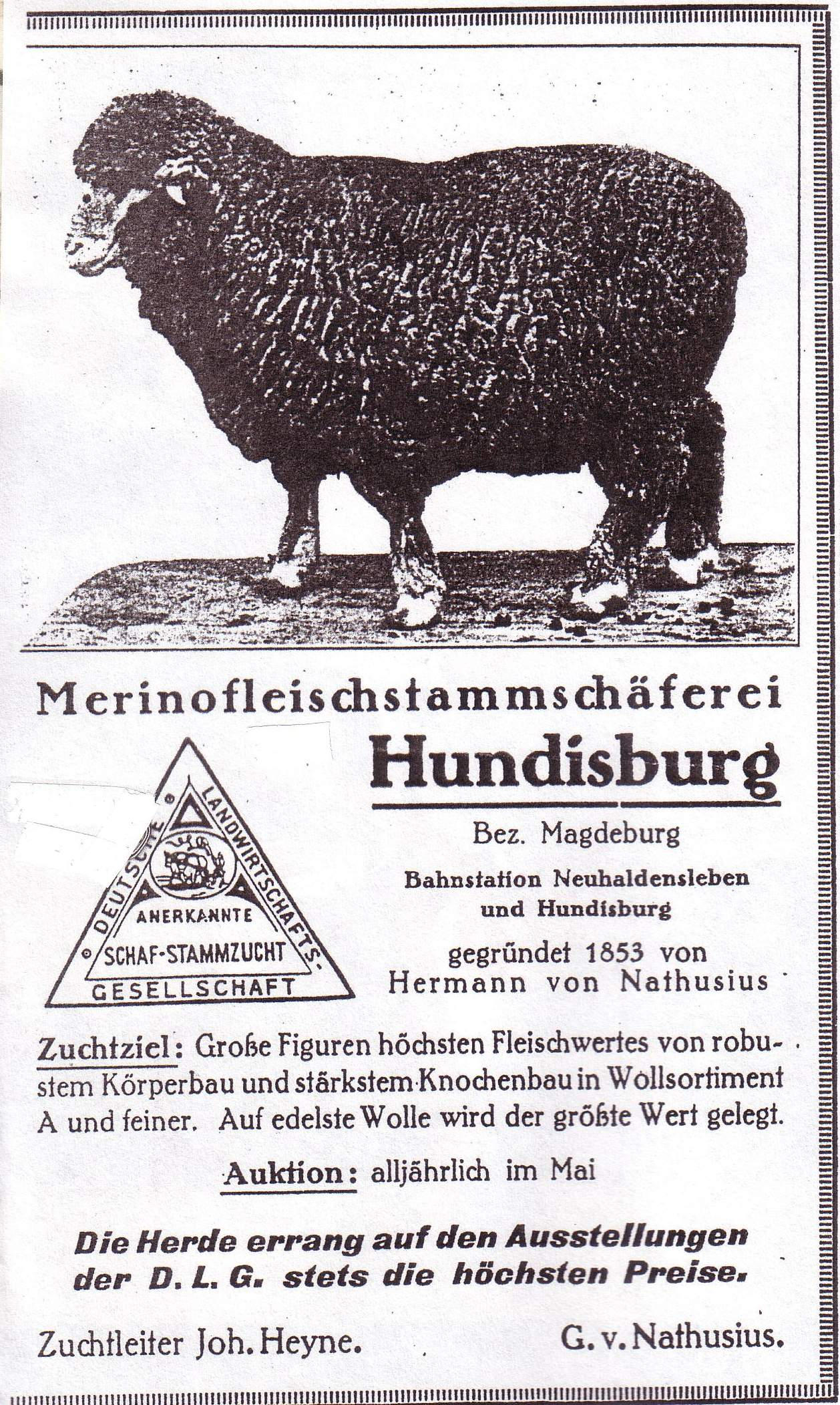
Anzeige für Merino-Schafe aus der Hundisburger Stammzucht, ca. 1925

### Tierzüchter
Nathusius übernahm vom Vater die älteste Stammschäferei für Merinofleischschafe in Deutschland, die 1856 von seinem Großvater, Hermann von Nathusius (mit Unterstützung des Schafzüchters Rudolf Behmer) gegründet worden war. Bereits ab ca. 1900 wurden aus diesem Betriebszweig alle deutschen Hochzuchten mit Zuchtmaterial versehen. Auch hier konnte Nathusius den hohen Standard halten. Tiere seiner Zucht gewannen jedes Jahr eine große Anzahl von Tierzucht-Preisen (unter anderem die wichtigen Prämierungen der Deutschen Landwirtschafts-Gesellschaft) und Staatsauszeichnungen. Der Umsatz in den 1940er Jahren betrug rund 80 Böcke pro Jahr. Auch nach dem Krieg wurde die Merinozucht weitergeführt.
Außerdem richtete Nathusius eine erfolgreiche Herdbuch-Rindviehzucht mit einem Bestand (1935) von 125 Kühen und 125 Stück Jungvieh ein. Diese Zucht bildete nach dem Zweiten Weltkrieg einen Schwerpunkt des enteigneten Betriebes.

### Ehrenämter
Nathusius’ Aktivitäten in Landwirtschaft und Tierzucht führten zu verschiedenen ehrenamtlichen Leitungspositionen. So war er bis 1933 Mitglied des Vorstandes der Landwirtschaftlichen Kammer Sachsen-Anhalts (Halle). Bis zur Flucht bei Kriegsende war er Vorsitzender der Molkerei Magdeburg, Vorsitzender des Schafzüchterverbandes Sachsen-Anhalt für Merinofleischschafe und Vorsitzender des Magdeburger Vereins für Landwirtschaft und landwirtschaftliches Maschinenwesen. Außerdem war Nathusius Rechtsritter des Johanniter-Ordens.

### Karitatives Engagement
Nathusius sah sich als Großgrundbesitzer auch dem Gemeinwohl verpflichtet. Vorbildlich war seine Fürsorge für seine landwirtschaftlichen Arbeiter: ab dem 65. Lebensjahr erhielt jeder von ihnen einen halben Morgen Kartoffelland, der vom Betrieb mitbearbeitet wurde. Pro Monat erhielten ehemalige Arbeiter außerdem einen halben Zentner Getreide, Wohnung und Gartenland (ca. ein viertel Morgen) kostenfrei. Holz wurde umsonst angefahren. Auch Witwen wurden versorgt. Die von früheren Familienmitgliedern gegründeten Neinstedter Anstalten (hier vor allem die Zweigstelle Schloss Detzel) unterstützte er finanziell. 1925 gab Nathusius den zum Landschaftspark Althaldensleben-Hundisburg gehörenden „Waldsee“, einen vormaligen, mit Wasser gefüllten Steinbruch, als Badegewässer für die Öffentlichkeit frei. So entstand eine sehr beliebte „Volkserholungsstätte“.

## Vogelsammler und Ornithologe
Bereits als Achtjähriger begann Nathusius, sich für Vögel zu interessieren. Zunächst legte er eine Federnsammlung an. Ab 1895 sammelte er dann ausgestopfte Vögel. 1903 hatte er bereits 27 Präparate zumeist seltener Vogelarten der Region, die etwa zur Hälfte in Schlüters naturwissenschaftlichem Institut in Halle gestopft worden waren. Später sollte auch das Zoologische Institut der Universität Halle Präparate für ihn anfertigen. Zum großen Teil waren diese Vögel von Nathusius selbst erlegt worden. In den Folgejahren sollte die Sammlung stetig wachsen, bis bei Kriegsende etliche Räume des Hundisburger Schlosses mit Ausstellungs-Vitrinen belegt waren.

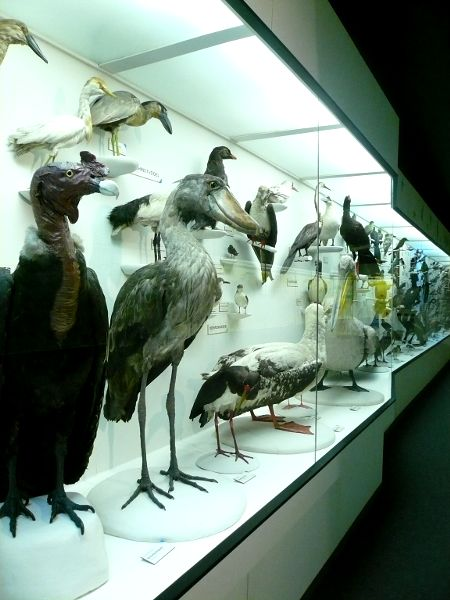
Das Naturkundemuseum Heineanum in Halberstadt widmet sich besonders der Vogelkunde

### Vogelkunde und Sammlung
Die Sammlung von Gottlob von Nathusius war eine reine Lokalsammlung. Der Sammlungsraum beinhaltete die Kreise Neuhaldensleben, Wolmirstedt, Jerichow I und Gardelegen, sowie die Braunschweig'schen Amtsbezirke Helmstedt und Calvörde. Er umfasste damit eine Geländeausdehnung von etwa 55 km im Durchmesser.
Die Sammlung bestand bei Kriegsausbruch aus etwa 230 Vogelarten in 600 Exemplaren, darunter auch einige Albinos und Kreuzungen. Bestandteil der Sammlung waren viele für die Region seltene Arten wie Ringdrossel, nordische Wasseramsel, Binsenrohrsänger, Seggenrohrsänger, Spatelraubmöwe, Odinshühnchen oder Rot- und weißsterniges Blaukehlchen.
Dem Städtischen Heimatmuseum in Neuhaldensleben schenkte er mehrfach ausgestopfte Vögel. Selbst verlegte Artenverzeichnisse, geordnet nach Schlüter’scher Methodik (wenn auch ohne Funddaten) katalogisierten die Sammlung nach wissenschaftlichen Gesichtspunkten. Bei Bestimmung (vor allem der Greifvögel) half mitunter der Theologe und Biologe Otto Kleinschmidt.
Am 25. April 1946 wurde ein Großteil der Sammlung vom Museum Magdeburg zunächst „in Pflege“ übernommen. Da die Vogelsammlung als Privatbesitz im Rahmen der Bodenreform formell nicht enteignet wurde, stimmte Nathusius 1947 (bereits im Westen Deutschlands lebend) zu, die Sammlung beim Haldenslebener Heimatmuseum (als Betreuer und Pfleger) unterzubringen. Wegen bürokratischer Hürden konnte die Sammlung erst 1960 im mittlerweile umbenannten Kreismuseum Haldensleben vereint werden.
Später erhielt das Halberstädter Museum Heineanum Teile der Sammlung. Nach Absprache mit dem Haldensleber Kreismuseum und einer Schenkung im Dezember 2004 durch einen Neffen Gottlob von Nathusius’, Joachim von Nathusius (* 1920), ist die gesamte Sammlung heute in diesem ornithologischen Fachmuseum aufbewahrt bzw. ausgestellt.

### Vogelschutz
Das Sammeln (auch durch Bejagen) und der intensive Vogelschutz waren für Nathusius keine Widersprüche. Er engagierte sich bei der Hege und der Vogelberingung. Im von ihm geschaffenen Vogelschutzgebiet Hundisburg (ca. 100 Hektar Wald und Park) wurden im Laufe der Jahre bis zu 1.000 Nistkästen gefertigt und aufgehängt. Die Kästen wurden in der Stellmacherei des Gutsbetriebes hergestellt und gewartet. In diesen Kästen brüteten unter anderem bis zu 300 Star- und ebenso viele Trauerschnäpper-Paare. Einbezogen in den aktiven Vogelschutz wurden von Nathusius auch absterbende Bäume für Höhlenbrüter, Strohdiemen für brütende Eulen und Turmfalken sowie Dreschrückstände für überwinternde Sperlingsvögel. Er sah bereits 1935 die Gefahr, die von Gewässerregulierungen für Sumpfvögel ausgingen. In der Folge setzte er sich dafür ein, den Papenteich bei Emden als Naturschutzgebiet zu erklären.
Die Beringung von über 3.000 Jungstaren ab Ende der 1920er Jahre bis 1941 ist gesichert. Insgesamt beringte Nathusius gemäß eigenen Aufzeichnungen 7.228 Vögel. In einem Bericht der Zweigberingungsstelle Magdeburg zur Vogelwarte Helgoland werden 1933 351 von Nathusius beringte Vögel identifiziert.

### Mitgliedschaften und Ehrenämter
Am 23. Mai 1906 wurde Nathusius Mitglied im Neuhaldenslebener Aller-Verein, einem Zusammenschluss regionaler Heimat- und Naturforscher, deren Interessensgebiete weit gestreut waren. Hier sollte er in den folgenden fast 40 Jahren auch eine rege Vortragstätigkeit entwickeln. 1908 wurde der Verein auf Antrag Nathusius’ Mitglied des Bundes für Vogelschutz in Stuttgart, und etwa 1911, ebenso auf Initiative Nathusius’, beim Verein Naturschutz e. V. (ebenfalls in Stuttgart).
Nachdem das Interesse an seiner Arbeit auch überregional wuchs, wurde er 1924 Mitglied der Allgemeinen Deutschen Ornithologischen Gesellschaft. Ab 1927 war Nathusius auch korrespondierendes Mitglied der Ornithologischen Vereinigung Magdeburg. Nachdem bei der Gleichschaltung von Verbänden aus dem Bund für Vogelschutz der Reichsbund für Vogelschutz wurde, gehörte Nathusius dem 1940 gegründeten Landesbund für Vogelschutz Sachsen-Anhalt e. V. als Beirat an. 1941 wurde ihm die Ehrenmitgliedschaft beim Aller-Verein verliehen. Ebenfalls 1941 wurde er zum Vorsitzenden der neugegründeten Ortsgruppe Haldensleben des Reichsbundes für Vogelschutz gewählt.

## Kriegsende, Enteignung und Vertreibung
Nach Kriegsende 1945 wurde die damalige Provinz Sachsen zunächst von amerikanischen Truppen besetzt. Bereits am 13. April 1945 hatte die amerikanische Armee die Kreisstadt Haldensleben eingenommen. Der Gutsbetrieb lief zunächst ungestört weiter. Am 1. Juli 1945 wurde die Übergabe des Gebietes an die sowjetische Besatzungsmacht umgesetzt. Ab der Besetzung durch russische Truppen wurde das Schloss beschlagnahmt, um dort bis zu 1.000 Offiziere und Soldaten einzuquartieren.
Am 7. September 1945 wurde vom zuständigen Bürgermeister mit Verweis auf die Bodenreform die sofortige entschädigungslose Enteignung des Nathusius’schen Besitzes verkündet. Damit verbunden war die Ausweisung der Familie. Um der Einweisung in ein Zwangslager zu entgehen, floh Nathusius Ende September nach Witzenhausen. Nach Ankunft bei seiner Tochter auf dem nahegelegenen Schloss Berlepsch erfuhr er vom Brand des Schlosses Hundisburg am 28. November 1945. Das Rittergut wurde noch 1945 geschlossen in Volkseigentum überführt und zunächst als Provinzialgut, später als Volkseigenes Gut (VEG) verwaltet.
Für Nathusius folgten nun tatenlose Jahre, denen er 1948 ein selbstgewähltes Ende bereitete. Er wurde im Berlepschen Schlosspark beigesetzt.

## Familie
Am 30. Juni 1914 heiratete Gottlob von Nathusius in Holdenstedt bei Uelzen Olga von der Wense (1895–1938), Tochter des königlich-preußischen Kammerherrn und königlich-sächsischen Oberstleutnants a. D. August von der Wense und der Elisabeth, geb. Freiin von Fritsch.
Das Paar hatte zwei Töchter. Erika Barbara (1917–1944) verheiratete sich 1942 in Hundisburg mit Ernst-Eckart von Eichborn (* 1911), sie kam bei einem tragischen Reitunfall kurz vor der Hochzeit ihrer Schwester Sigrid Elisabeth (1922–1992) ums Leben. Diese heiratete 1944 Hubertus Graf von Berlepsch (* 1919), Sohn des Karl Graf von Berlepsch und späterer Besitzer auf Schloss Berlepsch. Ein Enkel von Nathusius ist Vito von Eichborn, Gründer des Eichborn-Verlags.
Ein Großonkel Nathusius’ war Wilhelm von Nathusius, der als Privatgelehrter als Mitbegründer der Oologie gilt. Es ist zu vermuten, dass dessen ornithologische Tätigkeiten wesentlich auch das Interesse des jungen Gottlob Karl von Nathusius an der Ornithologie weckten.
Als Zufall darf gelten, dass die Tochter in eine Familie einheiratete, die auch zwei bedeutende Vogelkundige hervorgebracht hatte: Hans Freiherr von Berlepsch (genannt der „Vogelschutz-Berlepsch“), ein Bruder des oben genannten Karl Graf von Berlepsch, und Graf Hans Hermann Carl Ludwig von Berlepsch (genannt der „Kolibri-Berlepsch“).

## Werke
- Landwirtschaft und landwirtschaftliches Maschinenwesen in den Vereinigten Staaten von Amerika. 7 Beiträge im Wochenblatt. Nr. 14, 15, 17, 18, 20, 23 und 26/1909, 1909.
- Die Vogelarten des Kreises Neuhaldensleben. In: Aus dem Aller-Verein. 1911, S. 32–56.
- Die Vogelarten des Kreises Neuhaldensleben. In: Franz Bock: Heimatkunde des Kreises Neuhaldensleben. 1920, S. 54–63.
- Artenverzeichnis der Vogelsammlung von Gottlob von Nathusius in Hundisburg. Kreis Neuhaldensleben, Regierungsbezirk Magdeburg, 1925, 1930, 1936, Stadt- und Landboten-Druckerei. Neuhaldensleben
- Meine Vogelsammlung mit Beobachtungen aus den Jahren 1904–1939. In: Beiträge zur Avifauna Mitteldeutschlands. Jahrgang 3, Sonderheft, 1939, S. 1–26, E. Sperling
- Diverse Beiträge in den Mitteilungen der Ornithologischen Vereinigung Magdeburg. Magdeburg 1931 und 1935.